# Mauricette-Fébronie de La Tour d'Auvergne
Mauricette-Fébronie de La Tour d'Auvergne est née le 12 avril 1652 à Paris et morte le 20 juin 1706 à Türkheim. Son père avait dû céder, dix ans avant sa naissance, la principauté de Sedan et de Raucourt à Louis XIII. Elle épousa  à Château-Thierry le fils cadet de l'électeur de Bavière, Maximilien Ier.

## Biographie
Mauricette-Fébronie de La Tour d'Auvergne est née en 1652.
Son père Frédéric Maurice de La Tour d'Auvergne-Bouillon, mort quelques mois après sa naissance, avait renoncé dix ans plus tôt à la Principauté de Sedan rattachée à la France en 1642, à la suite de la Conspiration de Cinq-Mars. Sa famille garde, à Paris, les privilèges des princes étrangers. Une famille princière, désormais sans principauté. 
Dès 1664, un mariage est envisagé avec le frère d'Alphonse VI, roi du Portugal, et son héritier présomptif, Pierre de Portugal, mariage qui aurait pu faire d'elle la future reine de ce pays. Mais le projet échoue. En 1668, grâce à son oncle Henri de La Tour d'Auvergne, vicomte de Turenne, et à  Guillaume de Fürstenberg, elle épouse Maximilien-Philippe de Bavière-Leuchtenberg (en), fils de Maximilien Ier de Bavière (électeur). Cette union allie la maison de Bouillon à la maison de Wittelsbach, l'une des plus anciennes familles et l'une des mieux possessionnées dans le Saint-Empire romain germanique, régnant en particulier sur la Bavière et sur le Palatinat. La dot de Mauricette-Fébronie de La Tour d'Auvergne fut apportée par le roi Louis XIV. Le contrat de mariage est signé le 13 avril à Saint-Germain-en-Laye, devant le roi et la reine, et le mariage célébré le 24 avril 1668 à Château-Thierry.
Elle devient donc la tante de Marie Anne Victoire de Bavière, future dauphine de France. Mais son mariage avec Maximilien reste sans héritier. Celui-ci meurt en 1705 et elle en 1706. Elle est enterrée dans la crypte de l'Église Saint-Michel de Munich, nécropole de la famille Wittelsbach.
L'épitre VI de Jean de La Fontaine en Juillet 1669, lui est dédié et commence ainsi "Votre altesse sérénissime a, dit-on, pour moi quelque estime...". Son portrait est conservé au Musée La Fontaine de Château-Thierry.

### Sources
- Jean Bérenger, Turenne, Éditions Fayard, 1987.
- Louis de Rouvroy, duc de Saint-Simon, Mémoires de Saint-Simon, Éditions Gallimard, coll. « La Pléiade », 1983.
- Pierre Congar, Jean Lecaillon et Jacques Rousseau, Sedan et le pays sedanais, vingt siècles d’histoire, Éditions F.E.R.N., 1969, 577 p..
- Charles Athanase Walckenaer, Histoire de la vie et des ouvrages de J. de La Fontaine, Éditions A. Nepveu, 1824, 636 p., p. 162-171.